# Робер, Жюльен
Жюлье́н Робе́р (фр. Julien Robert; 11 декабря 1974, Гренобль) — бывший французский биатлонист, чемпион мира, призёр Олимпийских игр и чемпионатов мира.

## Биография
Жюльен начал заниматься биатлоном в 1994 году когда ему уже было 20 лет.  Всегда отличался хорошей стрельбой, но лыжная подготовка часто подводила его. Тем не менее, карьеру Робера можно назвать вполне успешной: с 1998 года он выступал на этапах Кубка мира в составе основной сборной своей страны, в 2001 году стал чемпионом мира в составе эстафетной команды Франции, в 2002 году выиграл свою первую медаль Олимпийских игр, в 2004 году стал бронзовым призёром чемпионата мира в Оберхофе, а в 2006 году завоевал вторую медаль Олимпийских игр. Начиная с 2002 года Жюльен Робер входил в число тридцати лучших биатлонистов мира, хотя в последнем своём сезоне 2007/2008 он оказался в седьмом десятке в общем зачёте Кубка мира. В 2005 году поставил неофициальный мировой рекорд по отыгрышу мест в гонке преследования — 50 позиций. Был женат на французской биатлонистке Флоранс Баверель-Робер. В сезоне 2007/2008 годов, завершил спортивную карьеру.

## Кубок мира
- 1998—1999 — 53-е место (16 очков)
- 1999—2000 — 40-е место (52 очка)
- 2000—2001 — 34-е место (147 очков)
- 2001—2002 — 56-е место (41 очко)
- 2002—2003 — 20-е место (252 очка)
- 2003—2004 — 26-е место (202 очка)
- 2004—2005 — 29-е место (180 очков)
- 2005—2006 — 24-е место (254 очка)
- 2006—2007 — 53-е место (43 очка)
- 2007—2008 — 62-е место (36 очков)